# Наджіх
Наджі (англ. Najih, араб. النجيح) — поселення в Сирії, що складає невеличку друзьку общину в нохії Ізра, яка входить до складу мінтаки Ізра в південній сирійській мухафазі Дара.